# حسين أباد بهار (سيمينة رود)
حسین أباد بهار (بالفارسية: حسین‌آباد بهار) هي قرية تقع في إيران في قسم سیمینة رود الريفي. يقدر عدد سكانها بـ 3,300 نسمة .